# جيش السنة
جيش السنة هي جماعة متمردة إسلامية مقرها في حمص تم إنشاءها نتيجة اندماج بين مختلف الجماعات المتمردة التي جاء بعضها أصلًا من الجيش السوري الحر، وتنشط خلال الحرب الأهلية السورية. انضمت إلى جيش الفتح في 24 مارس 2015، وشاركت في معركة إدلب الثانية. خسرت 14 مقاتل في المعركة.

## القصف المزعوم من قبل التحالف بقيادة الولايات المتحدة
في 11 أغسطس 2015، زعم أن التحالف المناهض لداعش بقيادة الولايات المتحدة قد قصف مستودعًا للذخيرة وقاعدة تابعة للجماعة في منطقة أطمه في محافظة إدلب. وقتل عشرة من مقاتلي الجماعة إلى جانب 8 مدنيين من بينهم 5 أطفال. وأعرب روبرت فورد، السفير الأمريكي السابق لدى سوريا، عن انزعاجه لسبب شن غارة جوية على جيش السنة.

## الاستخدام المبلغ عنه للجنود الأطفال
في أكتوبر 2016، أفيد أن جيش السنة أصدر شريط فيديو شمل جنودًا أطفالًا في معسكر تدريب غير معروف. وكان رجل الدين السعودي المتشدد الذي يدعى عبد الله المحيسني مرتبطًا بتجنيد الجنود الأطفال في شمال حلب، ويزعم أنه جند ما يصل إلى 1,000 طفل في جميع أنحاء سوريا بدفع مرتب شهري لهم بمبلغ 100 دولار.

## الجماعات المنضوية
- كتائب الفاروق حمص
- لواء الإيمان
- بعض الوحدات الصغيرة من حمص و‌محافظة حمص[1]
- الكتيبة 13[7][8]